# Aeroporto de Humaitá
O Aeroporto de Humaitá (IATA: HUW, ICAO: SWHT) está localizado no município de Humaitá, no estado do Amazonas. 
Suas coordenadas são as seguintes: 07°32'01.00"S de latitude e 63°03'02.00"W de longitude. Possui uma pista de 1200m de asfalto.

## Reforma
É um dos 25 aeroportos do Amazonas incluídos no PDAR - Plano de Desenvolvimento da Aviação Regional, criado em 2012, do Governo Federal, que visa construir e/ou reformar num total de 270 aeroportos em todo o país. Desde o ano de 2016 a cidade de Humaitá não está operando voos comerciais, nem mesmo com a cia MAP que operava o trecho antigamente. Sendo constatado que no site da empresa MAP não aparece mais a opção de voos para Humaitá partindo de Manaus.